# Bahnhof Lisboa Rossio

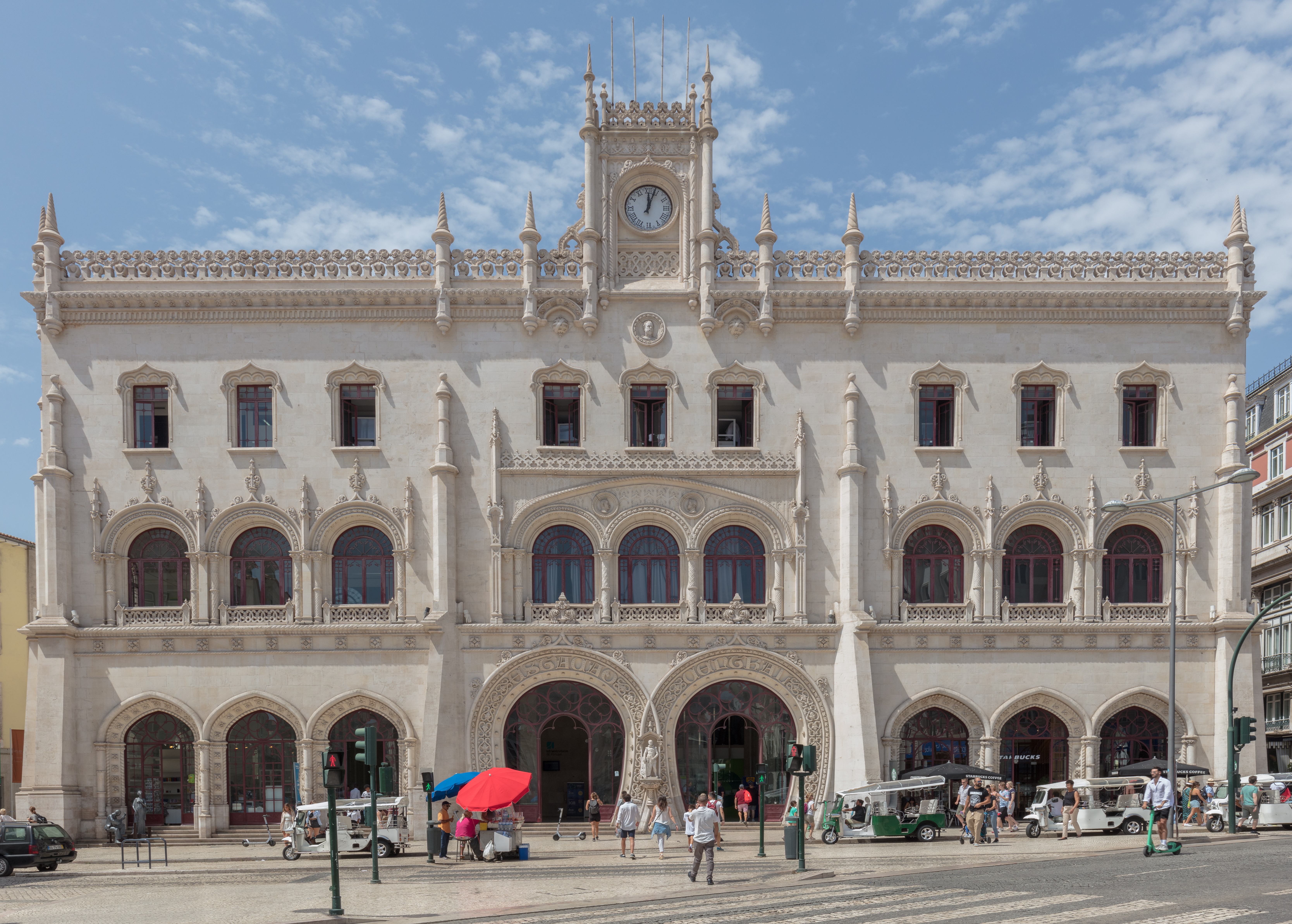
Empfangsgebäude direkt am Platz Rossio

Der Bahnhof Lisboa Rossio (liʒˈβoɐ ʁuˈsiu) ist ein 1890 eröffneter Kopfbahnhof in der Innenstadt der portugiesischen Hauptstadt Lissabon, er befindet sich zwischen dem Platz Rossio und der Praça dos Restauradores. Am Bahnhof halten normalerweise nur die im 15-Minuten-Takt verkehrenden Vorortzüge der staatlichen Comboios de Portugal nach Sintra (Linha de Sintra), die von der Tochtergesellschaft CP Urbanos de Lisboa betrieben werden.

## Geschichte

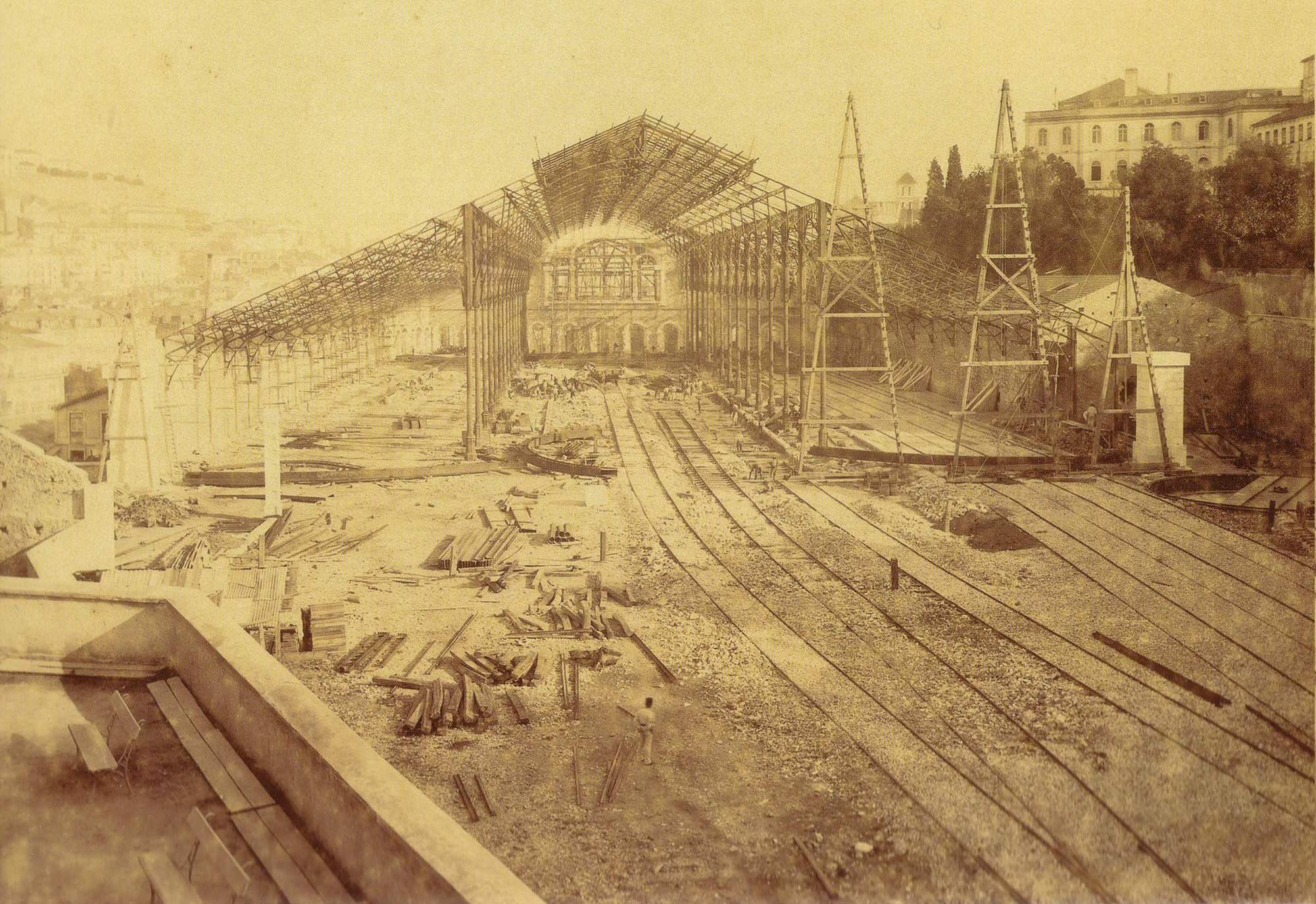
Bau des Bahnhofes 1886

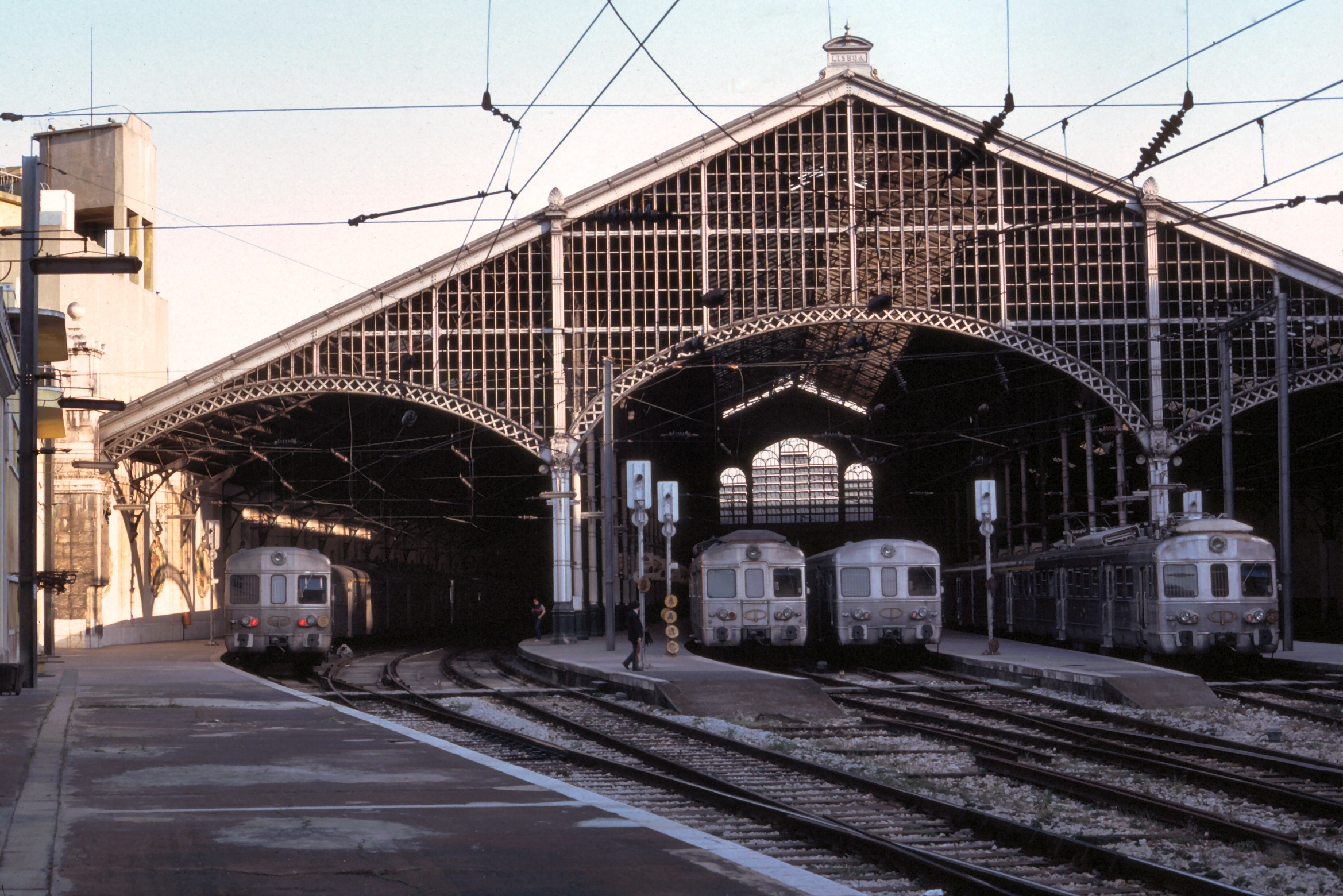
Bahnsteighalle im März 1984

1887 eröffnete die Königlich Portugiesische Eisenbahngesellschaft (Companhia Real dos Caminhos de Ferro Portugueses) die Linha de Sintra zwischen Sintra und dem Bahnhof Alcântara-Terra im Westen Lissabons, eine direkte Verbindung in die Innenstadt fehlte jedoch zunächst. 
Um dieses Problem der Linha de Sintra zu lösen und um in Lissabon einen innerstädtischen Hauptbahnhof zu bauen, beschloss die Königlich Portugiesische Eisenbahngesellschaft den Bau eines Kopfbahnhofes am wichtigsten Platz Lissabons, am Rossio. Die Bauarbeiten für das Bahnhofsgebäude selbst begannen im Jahr 1886 und waren im darauffolgenden Jahr bereits beendet. Der Architekt José Luís Monteiro entwarf eine im manuelinischen Stil gehaltene Fassade mit zwei hufeisenförmigen Eingängen.
Im Eingangsbereich befindet sich eine von Edmond Bartissol entworfenen Statue des portugiesischen Königs Sebastião I. Die Bahnsteighalle ist an ihrem höchsten Punkt 21 Meter hoch und 130 Meter breit. Der Höhenunterschied zwischen Straßen- und Bahnsteigniveau wurde früher durch Rampen, heute bevorzugt durch Fahrtreppen bewältigt. Eine Verbindung zum Schienennetz fehlte jedoch weiterhin, da die Bauarbeiten für den innerstädtischen, 2,6 Kilometer langen Tunnel zwischen Rossio und Campolide noch nicht beendet waren. Die ursprüngliche Planung sah vor, dass Rossio zu einem Durchgangsbahnhof erweitert werden könnte. Die Linie sollte dann übers Stadtzentrum samt Knotenbahnhof mit der Linha do Norte und der Linha de Cascais am Terreiro do Paço, einer Brücke über den Tejo, Cacilhas und Seixal zum Bahnhof Barreiro geführt werden, wo die Linha do Alentejo beginnt.
Die ersten Probezüge durch den neuen Tunnel konnten erst ab dem 8. April 1889 fahren, die offizielle Eröffnung des Bahnhofes unter dem Namen „Estação da Avenida“ (Station der Allee) fand am 11. Juni 1890 statt. Die Kosten für den Bau des Bahnhofes und des Tunnels beliefen sich auf 730.000 Réis. Die Königlich Portugiesische Eisenbahngesellschaft war somit nun in der Lage die Züge aus Sintra bis direkt zum Rossio fahren zu lassen. Zwischen 1889 und 1895 fuhren auch die Züge der neu errichteten Linha de Cascais bis zum Rossio, da der Bahnhof Cais do Sodré erst 1895 fertiggestellt war. Auch übernahm der Bahnhof Rossio die geplante Funktion eines Hauptbahnhofes, alle Fernzüge aus Spanien und Frankreich endeten dort. Diese Funktion verlor er erst mit der Eröffnung des weiter östlich gelegenen Bahnhofs Santa Apolónia.
Die Strecke nach Sintra und damit auch die Infrastruktur des Bahnhofes Rossio wurde 1955 elektrifiziert. Dabei war auch eine Absenkung der Bahnsteige zwischen 30 und 50 Zentimetern nötig. Seit 1959 gibt es einen direkten Übergang zwischen den Zügen der Linha de Sintra und den Züge der Lissabonner Metro, die am benachbarten U-Bahnhof Restauradores (blaue Linie) hält. 1971 stellte das Instituto Português do Património Arquitectónico (dt. Portugiesisches Institut für architektonische Denkmäler) das Bahnhofsgebäude als „Gebäude des öffentlichen Interesses“ unter Denkmalschutz.
Für kurze Zeit – zwischen 1988 und 1991 – hielten am Bahnhof Rossio wieder Fernzüge, die CP richtete eine Intercidades-Linie vom Rossio nach Leiria ein. Diese erfüllte jedoch nicht die erwartete Nachfrage. Bei einer erneuten Einführung 2002 (und der späteren Wiedereinstellung 2005) begannen die Züge jedoch im Bahnhof Santa Apolónia.
Im Rossio finden sich von Lima de Freitas (1927–1998) gestaltete Azulejos.
2004 stellte das Nationale Labor für Zivilingenieurswissenschaften (Laboratório Nacional de Engenharia Civil) fest, dass die Tunneldecke des Rossio-Tunnels starke Risse hat, sodass die REFER und das portugiesische Verkehrsministerium eine grundlegende Sanierung des Tunnels und auch des Bahnhofsgebäudes beschlossen. Seit dem 22. Oktober 2004 waren der Bahnhof und der Tunnel gesperrt, die Züge der Linha de Sintra fuhren seitdem über die Linha de Cintura bis zum Bahnhof Lissabon-Oriente und darüber hinaus. Die Wiederöffnung hatte die REFER zunächst für 2006 angekündigt. Sie erfolgte am 16. Februar 2008.
Die Statue von Dom Sebastião I. an der Fassade wurde Anfang Mai 2016 von einem Mann zerstört, der versucht hatte, ein Selfie mit ihr aufzunehmen.

## Verkehr
Heute halten am Bahnhof ausschließlich Vorortszüge der CP Urbanos de Lisboa. Im Viertelstundentakt verkehrt der Zuglauf Rossio–Sintra der Linienfamilie Linha de Sintra. Die Bahnsteiggleise besitzen zu beiden Seiten Bahnsteigkanten („Zwillingsbahnsteige“).